# Rhaphidophora floresensis
Rhaphidophora floresensis — вид квіткових рослин із родини Araceae, роду Rhaphidophora. Це ліана, рідним ареалом якої є Малі Зондські острови.